# Dean Collins
Dean Richard Collins (né le 30 mai 1990 à Los Angeles) est un acteur américain, principalement connu pour son rôle de Mike Gold qu'il tient dans la série télévisée américaine de la Fox, La Guerre à la maison. Il est aussi apparu dans plusieurs films.

## Biographie
Dean est né à Los Angeles, Californie. Il vit chez ses parents avec ses 2 grands frères et sa petite sœur.
L'un de ses frères, Blake Collins, est un auteur, compositeur, chanteur professionnel. L'autre, Nick Collins, possède une agence de jeune talents à Beverly Hills.
Sur le tournage de Jack et Bobby, il rencontre son futur meilleur ami, Logan Lerman qui jouera plus tard le rôle de Percy Jackson (Percy Jackson et le Voleur de Foudre).

## Filmographie
| Année | Titre              | Rôle            |
| ----- | ------------------ | --------------- |
| 2005  | Une famille 2 en 1 | Harry Beardsley |
| 2006  | Hoot               | Garrett         |
| 2008  | The Least of These | Travis          |

## Télévision
| Année | Titre                 | Rôle         |
| ----- | --------------------- | ------------ |
| 1999  | Reading Caboose       | Ernie        |
| 2004  | Jack et Bobby         | Warren Feide |
| 2005  | La Guerre à la maison | Mike Gold    |
| 2010  | Community             | Scott Waugh  |

## Autres travaux
Dean est ami avec Logan Lerman, qui joua son meilleur ami dans Jack et Bobby. Ils restèrent proches après l'annulation de la série, et travaillèrent ensemble sur Hoot sur lequel Dean eut un rôle secondaire. Durant leur temps libre, ils travaillent sur des courts-métrages postés sur leur page YouTube sous le nom monkeynuts1069, écrits, réalisés et joués par eux-mêmes.
En 2006, Logan et Dean ont formé un groupe nommé Indigo avec Daniel Pashman. Dean chante, Logan joue du clavier, de la guitare et du piano, Daniel de la batterie.